# PC/AT互換機

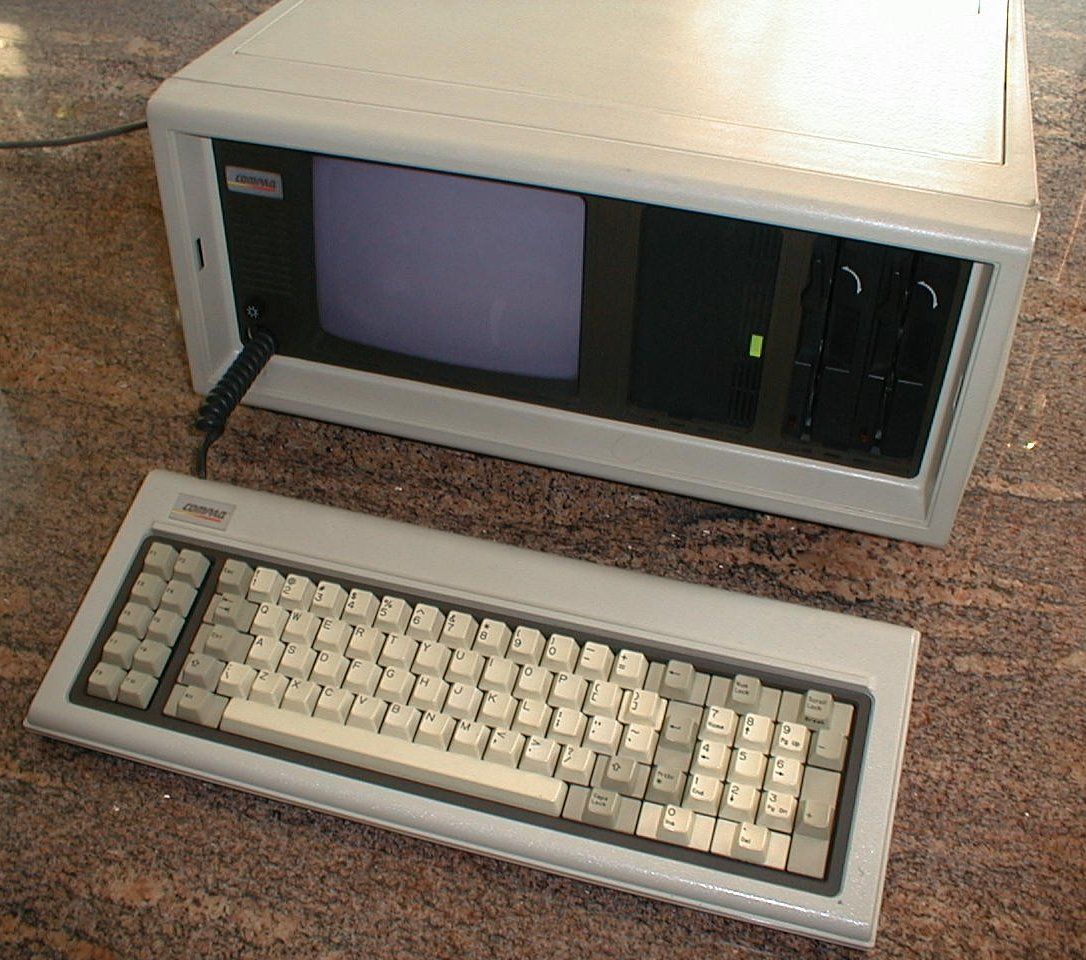
The Compaq Portable（初めての100% IBM PC互換機）

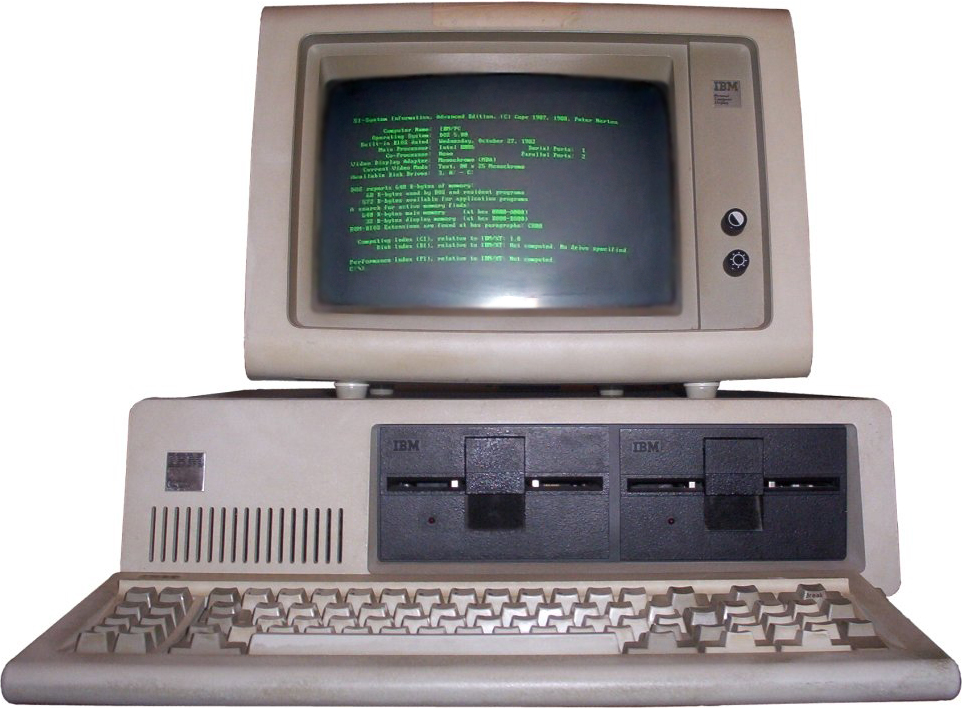
オリジナルのIBM PC

PC/AT互換機（ピーシーエーティーごかんき、英語: IBM PC/AT Compatibles）とは、IBM社のパーソナルコンピューターであるIBM PC ATの互換機のことだが、通常はIBM PC ATをベースに上位互換を保ちながら時代に応じたデファクトスタンダードを積み重ねたアーキテクチャを持つPCの総称で、16ビット以降の世界的な標準となった。
単にIBM PC互換機やPCとも呼ばれ、日本ではDOS/V機とも呼ばれる。当記事では1981年の初代IBM PC以降の「IBM PC互換機」を含めて記載する。

## 名称
世界的には「IBM PC互換機」と呼ばれる場合が多い。IBM PCとは、1981年にIBMが発売した（元祖）IBM PCないし、その後継であるIBM PC XT、IBM PC ATを含めた製品群を指す。「IBM PC互換機」とは、IBM PCシリーズと互換性のある他社製品のことであり、広義にはIBM社自身の後の製品も含まれる。また「IBM PCクローン」は初期の比較的単純な模倣品を指す場合が多い。
また主にMacintoshと対比させて、単に「PC」「PCs」と総称する場合も多い。
日本では以下の経緯もあり「PC/AT互換機」や「DOS/V機」などの表現が普及した。
- 日本では普及時期が1990年のDOS/V登場以降であった。また、IBM PCではなくIBM PC ATの互換機が普及していた。
- 日本ではIBM PCの知名度が低く、日本IBMが販売したIBM PC以外のPCや、PC-9800シリーズなどと誤解されやすかった。
- 後にWindows 95が導入メディアを「PC-9800シリーズ用」と対比して「PC/AT互換機用」と表記した。

なお、日本でPC/AT互換機が普及し始めた当初は、大手メーカーはブランド戦略の都合で「互換機」の表現を避ける傾向があった。例えば、コンパック（現HP）は日本でのDOS/V参入時に「業界標準機」(Industry Standard Machine)、日本電気はPC/AT互換機であるPC98-NXシリーズ発売時に「世界標準機」と呼んだ。

## 概説
1980年代以降、パーソナルコンピュータの大多数がPC/AT互換機であり、デファクトスタンダードとなっている。
PC/AT互換機はIBM PC ATとハードウェアとソフトウェアの両面で互換性を持つアーキテクチャとして始まった。現在では、IBM PC ATのアーキテクチャそのものを指すことは少なく、「IBM PC ATに様々な拡張が加えられた業界のデファクトスタンダードであるところのアーキテクチャ」を指して、「PC/AT互換機」と呼ぶことがほとんどである。
度重なる拡張によってオリジナルのIBM PC ATとのハードウェア面の互換性はほとんど失われている。一方で、CPU 仕様(x86) やディスプレイ仕様（VGAなど）ではIBM PC ATと連続性があり、ソフトウェアでも一定の互換性がある。
PC/AT互換機の普及により、ソフトウェアや周辺機器をメーカーを問わずどのPCでも利用できるようになり、汎用の部品を組み合わることにより容易にPCを組み立てられるようになった。このため、多くの互換機メーカーや台湾などを中心とした部品メーカーなどが登場し、競争によるコストダウンが進んだ。1990年代半ば以降はPC/AT互換機以外のPC（低価格なホビーPCやPC-9800シリーズ、X68000など）はAppleのMacintoshシリーズを除いてほぼ消滅した。Macintoshシリーズも2005年にIntel系CPUを採用しPC/AT互換機となったが、2020年には再び独自のAppleシリコンを採用した。
なお、日本ではPC/AT互換機の普及はやや遅く、1990年代半ば以降であった。これは日本語を扱える日本電気のPC-9800シリーズとその互換機が普及していたためであった。
PC/AT互換機は、PC以外でもスーパーコンピュータや産業用機器、携帯情報端末などのベースとしても使用されている。

## 歴史

### IBM PC互換機の誕生
IBMによって発売された、1981年のオリジナルのIBM PC、1983年のマイナーチェンジであるIBM PC XT、1984年のIBM PC ATは大ヒットとなり、ビジネス用途を含め広く普及し、多数のアプリケーションソフトウェアや周辺機器が市場に普及したが、合法的な互換機や標準化の試みにより、段階的に互換機市場が形成されていった。
1981年に発売されたオリジナルのIBM PCは、短期間でパソコン市場に参入するためにCPU、メモリ、入出力デバイス、周辺ロジックに市場で入手可能な汎用の部品ならびに既存のソフトウェアのみを用いて構成され、拡張スロットにビデオカードを追加する事によってビデオ（テキスト、グラフィック）機能を拡張することが容易であった。更にIBMはアプリケーションソフトウェアや周辺機器の開発のためにマニュアル中に回路図やBIOSのソースコードを公開し、サードパーティー製品の普及に努めた。またIBM PC用の主要なオペレーティングシステムであるPC DOSの普及のため、開発元のマイクロソフトが他メーカーにOEM供給する事を許可した。IBM以外の各社へ提供したDOSは、当初はOEM先の各社の名称がつけられたが、総じてMS-DOSと呼ばれるようになった。IBMは後にこれらをオープンアーキテクチャと呼んでいる。ただし、互換機の作成にはBIOSが必要であり、公開されているBIOSのソースコードをそのまま使用する事は著作権侵害となるため、当時IBMは互換機自体の作成は避けられると考えていた。
互換機のうち、初期に登場した各オリジナルのコピー（模倣）に近いものをクローンと呼ぶ。クローンは先行したApple IIなどでも存在したが、その中にはBIOSなどの著作権を侵害しているものも含まれる。1982年のコロンビア・データ・プロダクツによるMPC  は、クリーンルーム設計による著作権侵害とならない互換BIOSを搭載し、初めての合法的なIBM PC互換機とされている。またCPU周辺の回路を構成する部品等については、当初は汎用のTTL等を用いていたが、市場性があるとみたLSIメーカが同等の回路を集積した安価な互換LSI等を供給し始め、後にはわずかな数のチップに集積されたチップセットが提供される様になった。これらにより合法的な互換機の作成が容易となった。
1982年には代表的な互換機メーカーであるコンパックが設立され、1983年出荷のCompaq Portableもクリーンルーム設計による互換BIOSを搭載した。さらに、1984年にはBIOSメーカーであるフェニックス・テクノロジーズがクリーンルーム設計による互換BIOSを各メーカーに供給開始し、後にはアメリカンメガトレンドなども参入し、合法的な互換機市場が広く形成された。後にアメリカンメガトレンドは、自社が開発したBIOSのソースコードの大部分をBSDライセンスで公開している。

### 上位互換による互換機市場の確立
1986年 コンパックがIBMに先駆けて80386 CPUを採用した際に、従来のXTバスやATバスにバスブリッジを導入し、CPUのクロックと外部バスのクロックを分離した。これは後にEISA陣営によりISAバスと呼ばれ、さらにIEEEで標準化された。このことはIBMオリジナルの各モデル(CPU)のローカルなバス規格であったXTバスやATバスが標準化され、コピーから生まれた互換機が、以後は独自に高速CPUを搭載したり周辺機器を設計することが可能となり、PC/AT互換機市場が確立した。
ハードディスクの規格も当初のST-506やESDIから、1986年にコンパックとコナー・ペリフェラルが開発したIDE、さらには標準化されたATA、SATAが主流となり、特定メーカーの影響力は低下した。
ディスプレイ（テキストおよびグラフィック）の規格も、上位互換が徹底され、各社による拡張とデファクトスタンダード形成が継続した。オリジナルのIBM PCで採用されたMDAとCGAでは、CGAはMGAの全ての画面モードを含んでいた（MDAの上位互換）。次にIBM PC ATで採用されたEGAには、CGAの全ての画面モードと追加された画面モードが含まれた（MDA/CGAの上位互換）。各社はEGAに独自の解像度や色数のモードを追加して速度や価格を競い、これらはスーパーEGA(SEGA)と総称された。更にIBM PS/2で採用されたVGAには、EGAの全ての画面モードが含まれた（MDA/CGA/EGAの上位互換）。従来のPC AT用にもATバス用のVGAアダプターが発売された。各社はVGAと上位互換性を持つビデオチップやビデオカードを発売し、これらはSVGAと総称された。後にSVGAでは一部の画面モードがVESAで標準化された。後のXGAもVGAの上位互換（広義にはSVGAの一種）であった。これらの画面モード切替は、ユーザーがハードウェア的な切替操作をすることなく、ソフトウェアが行えた。なおHercules Graphics Cardや8514/Aなどは、EGAやVGA等の画面モードを内蔵するのではなく、EGAやVGA等と共存することができた（HGAはユーザーが2画面使用できた、8514/Aは本体側のVGA信号をパススルーできた）。またBIOS画面やOSのインストール画面などではデファクトスタンダードとなった画面モード（MDA/EGA/VGA等）を使用する事で、互換性と拡張性を両立できた。

### 規格競争とIBMの影響力の低下
CPUやメモリの性能が上がるなかで、従来のATバス(ISA)は性能や機能の限界が表面化してきた。1987年、IBMが発売したPS/2は、次世代バスとして従来のATバス(ISA)とは互換性の無い新しいマイクロチャネル(MCA)を採用したが、その使用にはライセンス料の支払いが求められた。対抗する互換機メーカーはISAを拡張したEISA規格を掲げ、規格競争が行われた。しかし、いずれの規格も法人向け上位モデル以外には広く普及せず、従来のATバス(ISA)が使われ続けた。このため特にグラフィック専用の中継ぎ的な規格として1992年にVLバスが策定され一時普及したが、後に多種のデバイスを扱える幅広い標準化を掲げたPCIが登場すると、両陣営とも段階的に移行してデファクトスタンダードとなった。
なおIBM PS/2で採用されたMCAは普及しなかったが、ディスプレイ規格であるVGA、キーボード・マウス用のPS/2コネクタ、3.5インチフロッピーディスクなどは、その後の各社SVGAを含めて「PC/AT互換機」のデファクトスタンダードとなった。

### 性能向上と「Wintel」の影響力増大
上述のようにオリジナルのIBM PCは16ビットCPUである8088であったが、1985年には32ビットCPUのIntel 80386が登場し、1986年にはコンパックが搭載した。当初はMS-DOSなどで高速な16ビット環境として使用されていたが、OSの32ビット対応も段階的に進展した。
1990年代にはいわゆるWintelが規格主導権を持つようになり、CPUへのRISC技術導入を契機に1994年、IBM・Apple・モトローラはPowerPC搭載パーソナルコンピュータの規格(PReP)を発表し、対抗するインテル・HPはIA-64を発表したが、どちらも一般のPC/AT互換機には普及せず、以後もx86(IA-32)のソフトウェア互換性を維持しつつ性能向上が継続した。
2000年代にはCPUの64ビット化が進んだ。インテルのIA-64が広く普及しなかった事もあり、2003年にAMDが出荷開始したIA-32の64ビット拡張である「AMD64」（x86-64命令セット）が普及した。2006年にインテルも同規格を「Intel 64」としてリリースしたため、この64ビット拡張はx64 (x86-64)と総称され、PC/AT互換機でのデファクトスタンダードとなり、WindowsなどのOSはIA-32用（通称32ビット用）とx64用（通称64ビット用）が用意された。
Wintelの増収増益の一方で、PCのコモディティ化の波により伝統的なPCメーカーが衰退し、業界再編が進行した。2002年、互換機市場の創成期からのリーダーであったコンパックはヒューレット・パッカードに買収された。2004年、元祖IBM PCを生んだIBMはPC事業をレノボに売却した。2007年、家庭向け低価格PCの小売大手のパッカードベルはエイサーに買収された。他方、受注直販方式により在庫を最低限としたデルやゲートウェイがシェアを増加したが、2007年 ゲートウェイもエイサーに買収された。また日本では、2011年にNEC、2017年に富士通がPC事業でレノボと提携した。

### レガシーフリー
レガシーフリーPC、PCシステムデザインガイドも参照
ハードウェア面ではレガシーデバイスの新しいデバイスへの置き換えが行われた。例えば、キーボードの接続はATコネクタ（DIN5ピン）、マウスの接続はバスマウス、プリンターの接続はパラレルポート（セントロニクス）と機器ごとに異なるインターフェースがあったが、これらはいくつかの規格を経て、最終的にUSBに統合された。その結果、現在のPCではATコネクタ・バスマウス・パラレルポートといったインターフェースを備えることは稀で、古いデバイスを現在のPCで直接使うことはできない。
一方で、ソフトウェア面ではアプリケーションプログラムの後方互換性はよく維持されている。

### 年表
オリジナルのIBM PCを含め、歴史的にIBM PC互換機に大きな影響を与えたものには以下がある。
| 年   | 世界 | 日本 |
| ---- | --- | --- |
| 1981 | IBMがIBM PC発売(8088, MDA/CGA, PC DOS。汎用部品によるPC、ビデオカードによる拡張性、BIOS等の情報公開、マイクロソフトによるMS-DOSの各社へのOEM供給）                                                              | |
| 1982 | コロンビア・データ・プロダクツ（英語版）がMPC 1600発売（クリーンルーム設計による互換BIOSを搭載した、初の合法的なIBM PC互換機。） コンパック設立（代表的なIBM PC互換機メーカー）                                 | |
| 1983 | IBMがIBM PC XT発売(XTバスは後に8ビットISAとして標準化。PC DOS 2.0による階層化ファイルシステム対応。) | |
| 1984 | フェニックス・テクノロジーズ（英語版）が互換BIOSの供給開始 IBM PC AT発売(80286, ATバス, EGAによる上位互換) | IBMがJX発売（IBM PCJrベースの日本語化）                                                                               |
| 1985 | | 東芝がJ3100/ダイナブック発売（IBM PC XTベースの日本語化）                                                             |
| 1987 | コンパックがDeskpro 386発売(IBMに先駆けて80386採用。CPUクロックとATバスの分離は後にISAとして標準化。) IBMがPS/2発売(VGAによる上位互換、後の各社SVGAのベースに。上位モデルのMCAは、後にEISA陣営との規格競争へ。) | IBMがPS/55発売（PS/2ベースの日本語化）                                                                                |
| 1988 | | AX協議会各社がAX発売（PC/AT互換機ベースの日本語化）                                                                   |
| 1990 | IBMがPS/1発売（IBMが個人向けPCでATバスを復活、広義のPC/AT互換機） | IBMがDOS/V発売(ソフトウェアによるIBM PC互換機の日本語化)                                                              |
| 1991 | PCIバスの登場（MCAとEISAの規格競争は収束へ） | マイクロソフトがDOS/V発売（日本IBMからマイクロソフト日本法人への技術提供） OADG発足（IBM PC互換機の標準化・普及活動） |
| 1994 | VBE 2.0 （VESAによるSVGAの標準化） | |
| 1996 | USBの登場（PS/2コネクタ等は移行へ） インテルとマイクロソフトがPC97発表（PCシステムデザインガイド（英語版） | |
| 1997 | | NEC PC98-NXシリーズ発売（最後まで残った日本独自仕様PCの最大手メーカーが、PC/AT互換機へ路線転換）                      |
| 2000 | Windows Me発売（9x系の稼働対象がPC/AT互換機のみとなる） | |
| 2001 | Windows XP発売（NT系の稼働対象もPC/AT互換機のみとなる） UEFI採用が本格化[4] | |
| 2005 | AppleがMacintoshに搭載するCPUをIntel製へ移行（PC/AT互換機へ路線転換） | |

## 日本における普及

### 各社独自仕様による日本語化
日本では日本語表示が必要なため、日本IBMはIBM PCシリーズ（IBM PC、IBM PC XT、IBM PC AT等）や、その後のATバスモデル（PS/2下位モデル、PS/1等）を一般販売せず、日本IBMを含めた主要各社は日本語表示のために日本独自仕様PCを開発し発売した。16ビット以降の主なものには以下がある。
| 登場年 | メーカー     | シリーズ           | ベース   | 拡張スロット | 英語モード(主な解像度) | 日本語モード(主な解像度)  | 備考                                                              |
| ------ | ------------ | ------------------ | -------- | ------------ | ---------------------- | ------------------------- | ----------------------------------------------------------------- |
| 1982   | NEC          | PC-9800            | -        | 独自(Cバス)  | -                      | 独自(640 x 400)           | 互換機EPSON PCシリーズあり。後のPC98-NX以降はPC/AT互換機。        |
| 1983   | 日本IBM      | 5550               | -        | 独自         | -                      | 独自(1024 x 768)          | 主に法人向け、後継はPS/55                                         |
| 1984   | 日本IBM      | JX                 | IBM PCjr | 独自         | CGA(640 x 200)         | 独自(ECGA 640 x 200)      | 後のPS/55note・5510-Z・PS/V以降はPC/AT互換機                      |
| 1984   | 富士通       | FM-16β/FMR         | -        | 独自         | -                      | 独自(640 x 400)           | 後のFMV以降はPC/AT互換機。                                        |
| 1985   | 東芝         | J3100/ダイナブック | XT互換機 | (XTバス)     | CGA(640 x 200)         | 独自(DCGA 640 x 400)      | 後のダイナブックはPC/AT互換機                                     |
| 1987   | シャープ     | X68000             | -        | 独自         | -                      | 独自(768 x 512)           | 個人向け                                                          |
| 1987   | 日本IBM      | PS/55              | PS/2     | MCA          | VGA(640 x 480)         | 独自(5550互換 1024 x 768) | 主に法人向け、後にDOS/VやXGAもサポート                            |
| 1988   | AX協議会各社 | AX                 | AT互換機 | ISA          | EGA(640 x 350)         | 独自(JEGA 640 x 400)      | 主に法人向け                                                      |
| 1989   | 富士通       | FM TOWNS           | -        | 独自         | -                      | 独自(640 x 480)           | 個人向け                                                          |
| 1990   | 日本IBM      | 5535-S             | AT互換機 | (MCA)        | VGA(640 x 480)         | VGA(640 x 480)            | 法人向けラップトップ。日本語表示をソフトウェア(DOS/V)のみで実現。 |
日本独自仕様PCでも、内部的にはIBM PCベースのもの（IBM純正を含め、IBM PCとソフトウェア互換を持つ広義のIBM PC互換機）には以下があった。
- JX - IBM PCjrをベースに独自の日本語化（日本語16ドットフォント）を行い、個人向けに発売された。拡張スロットは独自だが、標準の「日本語DOS」の他にオプションの英語版PC DOSを起動すればIBM PC用ソフトウェアも稼働した。日本で公式発売された最初のIBM PC互換機だが、普及しなった。
- ダイナブック - IBM PC XTのCGAベースのノート型PC。後にはIBM PC AT (VGA)ベースとなった。ノートPC市場で普及した。
- PS/55 - PS/2(MCAモデル)をベースに、5550互換の独自の日本語化（MCAアダプタの形で日本語ディスプレイアダプタ搭載、日本語24ドットフォント）を行った。英語版PC DOSを起動すればIBM PC用ソフトウェアも稼働した。後にXGA搭載モデルも登場した。後の個人用モデル(PS/55Z 5530-Z、5530-S)は広くは普及しなかった。
- AX - IBM PC AT(EGA)をベースに独自の日本語化(JEGA)を行った。拡張スロットはISA。各社分業の影響で高価格となり広くは普及しなかった。
- 5535-S - PS/55シリーズの法人向けラップトップだが、VGAのグラフィックモードを使用して、ソフトウェア(DOS/V)のみで日本語表示（当時は日本語16ドットフォント）を実現した。このため日本語専用ハードウェアはキーボード程度となった。

各社は日本語表示の性能や品質を求めて、漢字ROM搭載や、同時期のIBM PC等と比較して高い解像度などを実装した。その際に後発のIBM JX、ダイナブック、PS/55(MCAモデル)、AX等は、IBM PC系が拡張カードなどで画面拡張が可能な基本設計である事を活用し、英語モードに独自の日本語モードを追加する形で日本語化を行った。しかし各社の日本語化は各社独自規格で、各日本語モード間では原則として互換性は無かった。ただしベースがIBM PC系は、英語モードで起動すればIBM PC用ソフトウェアが稼働するなど、ソフトウェアから見れば広義にはIBM PC互換機であった（英語モードを公式サポートしたかはモデルにもよる）。
このため、世界市場ではIBM PC XT、IBM PC ATをベースとした各社の互換機が発達して表示規格もVGAや更に各種のスーパーVGAが普及するなどハードウェアおよびソフトウェアの互換市場が形成されて低価格化が進展したが、日本では世界市場と日本国内では大多数のハードウェアやソフトウェアの互換性も低く、PC-9800がデファクト・スタンダードとなって「ガリバー」と呼ばれ、硬直的な価格設定が続き、大多数のアプリケーションソフトウェアの画面解像度は横640ビット・縦400ビット(テキストモードは16ドット日本語フォントで80文字・25行）であった。

### DOS/Vの登場による「開国」
日本でのIBM PC/AT互換機の本格的な普及は、1990年のDOS/V登場による。日本IBMはVGA搭載のPS/55ラップトップモデル(5535-S)用のオペレーティングシステムとして登場したが、このDOS/VがIBM PC/ATベースのノート型モデル(PS/55note 5523-S)にも搭載されると、PC/AT互換機でもソフトウェアのみで日本語化が実現できる事が当時のパソコン通信等のネットワーカー達により話題となり、多数の互換機での稼働報告や、価格性能比に優れた台湾製80486搭載パーソナルコンピュータの個人輸入などが拡大した。
日本IBMはDOS/V普及のためにOADGを組織し、日本語キーボードの標準化、開発者向けリファレンスガイド発行、ユーザー向けソフトウェアカタログ発行などの活動を行った。また1991年5月にPS/55ZエントリーモデルとしてATバス搭載のデスクトップ(5510-Z)を日本で初めて発売したが、当時このモデルは「IBMが発売したPC/AT互換機」として各社の稼働検証用にも使用された。更にIBM DOS/V（後のPC DOS/V)を他社に提供する他、当時のOS共同開発契約に基づきDOS/Vの日本語化部分をマイクロソフトに提供し、マイクロソフトからもマイクロソフト版のDOS/V(MS-DOS/V)を各社に提供した。富士通、東芝、AX参加各社もOADGに参加し、AX協議会は発展的に解消した。またコンパック等も日本市場に参入した。なお、当時日本では「PC」とはPC-9800シリーズを指すことがほとんどだったこと、日本IBMにはPS/55など別の日本語化規格のPCも併存していたこと、当時のPC/AT互換機は既に80386や80486、VGAやSVGAなどオリジナルのIBM PC/AT(80286、EGA)より拡張されていたことなどもあり、日本では「IBM PC互換機」「PC/AT互換機」よりも、「DOS/V機」「DOS/Vパソコン」などの呼称が普及した。
当時はWindows 3.0の時代で、アプリケーションも少なかったが、その間、ネットワーカーたちによって環境の整備やノウハウの蓄積が行なわれた。例えば、DOSの日本語拡張表示機能であるV-Textは、西川和久やLeptonらネットワーカーたちによって考案され、IBM公認の仕様となり、当時のDOS/Vブームを支えた。ブームに伴い、日本語変換入力ソフト、各著名アプリケーションがDOS/Vパソコンに移植されていった。

### 日本でも標準機の地位を確立へ
リリースが大幅に遅れた日本語版Windows 3.1は、1993年に発売されるとブームになり、パーソナルコンピューターを急速に普及させた。Windowsはパソコンのアーキテクチャの違いを埋め、異なるアーキテクチャのパソコン同士であっても、同一のパソコン操作環境を提供した。その過程で、安価で高性能、かつ内外多数のメーカーから機種を選択できるということで、PC/AT互換機は日本でも一般層に徐々に浸透していった。そして、日本での標準機であったPC-9801
シリーズを供給していたNECは、PC-9800シリーズアーキテクチャーの維持が価格競争上困難であると判断し、その供給を終了することになる。
世界標準のPC/AT互換機がそのまま日本語環境で使える事になったため、コモディティ化を招くことになった。海外、特にコスト面で競争力が強かった台湾製のPC/AT互換機パーツが大量に流入するに至って、日本メーカーはNEC他、細々と独自のものを維持していたメーカーも、そのアーキテクチャーを放棄した。加えて、ほぼNECの寡占状態であったパーソナルコンピューター市場は、広く日本の他のメーカーにも開かれた形になり、それらのメーカーはPC/AT互換のプラットフォームの上で独自性を持たせる製品開発の方向へと進んだ。以後は、多くの日本メーカーも中国や台湾などのメーカーからOEM供給を受けてパーソナルコンピューターを販売するようになった。

## 拡張されている機能
いわゆる「PC/AT互換機」はオリジナルのIBM PCやIBM PC ATより、ハードウェア面では多くの機能が拡張されており、既にオリジナルと共通するハードウェア規格はほとんど無いが、しかしソフトウェアから見た基本的な後方互換性はほぼ保たれている。
|            | IBM PC                          | IBM PC XT                       | IBM PC AT                   | 以後の「PC/AT互換機」              |
| ---------- | ------------------------------- | ------------------------------- | --------------------------- | ---------------------------------- |
| 出荷       | 1981年                          | 1983年                          | 1984年                      | -                                  |
| CPU        | 内部16ビット・外部8ビット(8088) | 内部16ビット・外部8ビット(8088) | 16ビット(80286)             | 32ビット、64ビット(x64)            |
| 拡張バス   | (IBM PC)                        | XTバス(8ビットISA)              | ATバス(16ビットISA)         | VLバス、EISA、PCI等                |
| 表示規格   | MDA、CGA                        | MDA、CGA                        | EGA                         | VGA、各種SVGA                      |
| キーボード | 83キーボード                    | 83キーボード                    | 84キーボード、101キーボード | 104キーボード                      |
| 主要OS     | PC DOS 1.0                      | PC DOS 2.0                      | PC DOS 3.0                  | MS-DOS、Microsoft Windows、Linux等 |
IBM PC AT以降の詳細は下表も参照。
|                          | IBM PC AT(1984年)                          | 過渡期 (1990年頃から2010年代前半まで) | 2021年現在 |
| ------------------------ | ------------------------------------------ | --- | --- |
| CPUアーキテクチャ        | x86（16ビット）                            | IA-32（32ビット)→x86-64 (64ビット) | x86-64（64ビット） |
| CPU                      | 80286 動作クロック6MHz                     | 80386, i486, Pentium, Pentium II, Pentium III, Pentium 4, Intel Core, Xeon K6, Athlon, Athlon XP, Geode, FX, Phenom, Turion X2, Opteron, Eden, 6x86, MediaGXその他 動作クロックは数十MHzから3.5GHz程度 | Intel Core,Xeon AMD Ryzen, APU, EPYC Atomその他 マルチコア・マルチプロセッサに対応 動作クロックは3GHzから4GHz前後 |
| BIOS                     | BIOS                                       | BIOS→UEFI | UEFI |
| フォームファクタ・電源   | AT                                         | AT, ATX, MicroATX, ITX | ATX, MicroATX, ITX |
| メモリ                   | 512KB                                      | FPM DRAM, EDO DRAM, SDRAM, RDRAM, DDR SDRAM, DDR2 SDRAM, DDR3 SDRAM (→Random Access Memory) 数MBから16GB程度                                                                                           | DDR4 SDRAM 4Gから32GB程度 |
| 内部バス（拡張スロット） | ATバス（後のISAバス）                      | ISAバス、EISAバス、VLバス、PCI、AGP、PCI Express | PCI Express |
| 画面                     | 640×350, 64色中16色表示 (EGA)              | 640×480(VGA), 800×600(SVGA), 1024×768(XGA)から1920×1200(WUXGA) 8（256色表示）〜16（65536色表示）〜24ビット（1677万色表示）カラー ウインドウアクセラレータ→GPU                                          | 1024×768(XGA)から7680×4320(8K解像度) 24ビットまたは30ビットカラー、ハードウエアによる3D描画, マルチディスプレイ 横長のものが多い タッチパネルなど |
| モニタ                   | ブラウン管                                 | ブラウン管→LCD | LCD、有機EL |
| モニタ(I/F)              | D-Sub15ピン                                | D-Sub15ピン、コンポーネント端子 (5BNC)、DVI | DVI→HDMI、DisplayPort |
| オーディオ               | ビープ音                                   | Sound Blaster16（事実上の標準） Audio Codec 97 (AC97)→Intel High Definition Audio(HD Audio) S/PDIF接続音源                                                                                             | Intel High Definition Audio(HD Audio)、S/PDIF、USB接続音源、Apple T2など |
| キーボード               | 84キー→101キー（DIN 5ピン)                 | 101キー（DIN 5ピン→PS/2コネクタ、USB） | 104キー(+α), USB、PS/2コネクタ, Bluetooth |
| マウス                   | オプション（バスマウス, シリアルマウス）   | シリアルマウス→PS/2コネクタ、USB | USB、Bluetooth |
| FDD                      | 5.25" 1.2MB                                | 3.5" 1.44MB | ほぼ非搭載 |
| HDD(単体容量）           | 5から30MB                                  | 数百MBから10TB | 500GBから18TB （システムドライブにはより高速なSSDが採用される事が多い） |
| HDD（I/F）               | ESDI                                       | ATA, IDE, SASI, SCSI,Serial ATA, eSATA | Serial ATA, USB M.2, NVMe iSCSI, SAS, FC |
| 光学ドライブ             | なし                                       | なし→CD-ROM, CD-R (RW), DVD-ROM (DVD-RW, +RW)→スーパーマルチドライブ、Blu-ray | スーパーマルチドライブ、Blu-ray 非搭載化、外付け化も進む |
| その他補助記憶装置       |                                            | MO, ZIP, PD, DVD-RAM メモリーカード、USBメモリ | SDメモリーカード、USBメモリ SSD |
| 外部 拡張ポート          | シリアル(RS-232C)、パラレル                | シリアル、パラレル、PCカード・ CardBus ・ExpressCard（主にノートブックタイプ）→USB1.x/2.0、IEEE 1394                                                                                                   | USB3.0以降 USB Type-C, USB PD, Thunderbolt |
| ネットワーク             | オプション(非同期通信、トークンリングなど) | モデム、イーサネット (10M, 100M,1G) Wi-Fi (IEEE 802.11b,g,n)、IrDA | イーサネット (1G以上) Wi-Fi (IEEE 802.11n, ac, ax), Bluetooth |
| 電源管理                 | なし                                       | なし→APM→ACPI | ACPI |
| OS                       | PC DOS（OEM版はMS-DOS）                    | Microsoft Windows 32bit PC-UNIX（Linux、FreeBSDなど） OS/2、BeOS、NetWare | Microsoft Windows 64bit PC-UNIX（Linux、FreeBSD、macOS、ChromeOSなど） |
| 消費電力                 | 不明                                       | 数十から500W程度（内部構成による） | 30Wから2000W（内部構成による） |
| 用途                     | ゲーム、汎用業務端末、端末                 | パソコン、各種サーバ、クライアント、一部組み込みシステム（産業用、工業用など）、アーケードゲーム基板（タイトー『WOLFシステム』）                                                                       | パソコン、各種サーバ、オープンシステム端末（クライアント）、スーパーコンピュータ（クラスタまたはノードの一部） 組み込みシステム（キオスク端末、ATM、NAS等の各種アプライアンス、AV機器） アーケードゲーム基板（タイトー『Type X』、セガ『LINDBERGH』、ナムコ『System N2』等） |

- インテル製CPUを採用したIntel Macと呼ばれるMacintoshのハード構成は、ほぼ現行のPC/AT互換機と共通である。